# Élections générales britanniques de 1959
Les élections générales britanniques de 1959 se sont déroulées le jeudi 8 octobre 1959. 
Elles aboutissent à la troisième victoire d'affilée du Parti conservateur, après les élections de 1951 et 1955. Les travaillistes sont désormais à plus de 100 sièges derrière les conservateurs.

## Sondages

Intentions de votes

## Résultats
|                          |                                |            |       |      |        |               |  |  |  |
| Parti                    | Parti                          | Votes      | %     | +/-  | Sièges | +/-           |  |  |  |
|                          | Parti conservateur             | 13 750 875 | 49,35 | 0,39 | 365    | 20            |  |  |  |
|                          | Parti travailliste             | 12 216 172 | 43,84 | 2,52 | 258    | 19            |  |  |  |
|                          | Parti libéral                  | 1 640 760  | 5,89  | 3,19 | 6      | en stagnation |  |  |  |
|                          | Plaid Cymru                    | 77 571     | 0,28  | 0,11 | 0      | en stagnation |  |  |  |
|                          | Sinn Féin                      | 63 415     | 0,23  | 0,34 | 0      | 2             |  |  |  |
|                          | Parti communiste               | 30 896     | 0,11  | 0,01 | 0      | en stagnation |  |  |  |
|                          | Parti national écossais        | 21 738     | 0,08  | 0,04 | 0      | en stagnation |  |  |  |
|                          | Travaillistes indépendants     | 20 062     | 0,07  | 0,01 | 0      | en stagnation |  |  |  |
|                          | Ligue travailliste de Fife     | 4 886      | 0,02  | Nv   | 0      | en stagnation |  |  |  |
|                          | Union Movement                 | 2 821      | 0,01  | Nv   | 0      | en stagnation |  |  |  |
|                          | Parti national-travailliste    | 1 685      | 0,01  | Nv   | 0      | en stagnation |  |  |  |
|                          | Parti de la fraternité         | 1 189      | 0,00  | Nv   | 0      | en stagnation |  |  |  |
|                          | Parti travailliste indépendant | 923        | 0,00  | 0,01 | 0      | en stagnation |  |  |  |
|                          | Parti socialiste               | 899        | 0,00  | n/a  | 0      | en stagnation |  |  |  |
|                          | Parti de l'alerte              | 788        | 0,00  | Nv   | 0      | en stagnation |  |  |  |
|                          | Indépendants                   | 27 972     | 0,10  | 0,06 | 1      | 1             |  |  |  |
|                          |                                |            |       |      |        |               |  |  |  |
| Votes valides            | Votes valides                  | 27 862 652 | 99,99 |      |        |               |  |  |  |
| Votes blancs et nuls     | Votes blancs et nuls           | 86         | 0,01  |      |        |               |  |  |  |
| Total                    | Total                          | 27 862 652 | 100   | –    | 630    | en stagnation |  |  |  |
| Abstentions              | Abstentions                    | 7 534 652  | 21,29 |      |        |               |  |  |  |
| Inscrits / participation | Inscrits / participation       | 35 397 304 | 78,71 |      |        |               |  |  |  |

## Analyse
Pour la seconde fois consécutive, le parti au pouvoir réussi à gagner des sièges par rapport à l'élection précédente.
Pour la première fois depuis les élections générales de 1929, le Parti libéral parvient à gagner des voix, même s'il ne concrétise pas ses résultats en sièges. Pour cela, le parti avait présenté plus du double de candidats par rapport aux élections précédentes. Cela s'explique en grande partie par le fait que le scrutin uninominal majoritaire à un tour défavorise les petits partis. Quant au Parti travailliste, il perd des sièges pour la quatrième fois de suite depuis les élections générales de 1950. Le Parti travailliste a notamment été desservi par ses divisions internes mais aussi par son programme où les nombreuses nationalisations prévues ont pu avoir un effet repoussoir pour l'électorat, de l'aveu même de Hugh Gaitskell lors du congrès annuel du parti à Blackpool en novembre 1959.